# روابط اسرائیل و ژاپن
روابط اسرائیل و ژاپنی (به زبان عبری יחסי ישראל יפן، به ژاپنی日本とイスラエルの関係) در تاریخ ۱۵ مه سال ۱۹۵۲ آغاز شد، زمانی که ژاپن اسرائیل را به رسمیت شناخته و اسرائیل در توکیو سفارت باز کرد. در سال ۱۹۵۴ سفیر ژاپن در ترکیه نقش اضافی وزیر اسرائیل را بر عهده گرفت. در سال ۱۹۵۵ یک هیئت نمایندگی ژاپن با یک وزیر تام‌الاختیار در تل آویو افتتاح شد. در سال ۱۹۶۳، روابط به سطح سفارت ارتقا یافت و از آن زمان در همان سطح باقی مانده‌است. روابط تجاری ژاپن با اعضای اتحادیه عرب و بیشتر کشورهای دارای اکثریت مسلمان نسبت به روابط با اسرائیل برتری داشته‌است. با این حال، به دلیل کاهش قیمت نفت در اوایل سال ۲۰۱۵ و همچنین تغییر سیاست داخلی در ژاپن، دو کشور به دنبال افزایش تحقیقات، روابط اقتصادی و فرهنگی، به ویژه در زمینه راه اندازی فناوری و دفاع هستند. اخیراً روابط میان اسرائیل و ژاپن با سرمایه‌گذاری‌های متقابل زیادی بین دو ملت تقویت شده‌است. نخست‌وزیر ژاپن، شینزو آبه ، دو بار به اسرائیل سفر کرد - یک بار در سال ۲۰۱۵ و بار دیگر در سال ۲۰۱۸.
در اوت ۲۰۲۴ در مراسم هفتاد و نهمین سالگرد بمباران اتمی ناگازاکی که با حضور سفرای خارجی کشورها برگزار شد؛ ژاپن از تصمیم خود برای دعوت نکردن سفیر اسرائیل به این مراسم خبر داد.